# キュポ・ラ
キュポ・ラ（Cupola）は、埼玉県川口市川口一丁目1-1に所在する再開発ビル。川口市立中央図書館などの公共施設やショッピングセンターが入居する複合商業施設である。川口キュポ・ラとも。
2006年（平成18年）4月開業。川口駅東口駅前事業により建設された。名称「キュポ・ラ」は、川口市がかつて鋳物の町として栄え「キューポラのある街」と呼ばれたことから。駅東口に再開発によって整備された公共広場には「キュポ・ラ広場」の愛称が付された。
なお、川口市の公式ゆるキャラも、キューポラを擬人化した「きゅぽらん」である。

## 概要
東日本旅客鉄道（JR東日本）京浜東北線川口駅東口前に立地し、建物はA棟からE棟からなる。
館内には、川口市の公共施設として川口駅前行政センター（4階）、川口市立中央図書館（5階・6階）、川口市メディアセブン（7階）などが入居する。
ショッピングセンター「エムズタウン 川口キュポ・ラ」内には、核店舗として食品スーパーのマルエツが1階に出店するほか、無印良品（2階）、文教堂書店（3階）などの店舗がある。マルエツ川口キュポ・ラ店は2006年4月20日に開店した。ショッピングセンターはマルエツの関連会社である株式会社マルエツ開発が運営する。
隣接地にはタワーマンション「オーベルタワー川口コラージュ」が建つ。

## 入居施設

### B棟（本館棟）
出店テナントの詳細は、エムズタウン公式サイト「川口キュポ・ラ ショップ一覧」を参照。
| 階  | 概 要                                                                            |
| --- | -------------------------------------------------------------------------------- |
| 8F  | 川口駅前保育園                                                                   |
| 7F  | メディアセブン                                                                   |
| 6F  | 川口市立中央図書館                                                               |
| 5F  | 川口市立中央図書館                                                               |
| M4F | かわぐち市民パートナーステーション                                               |
| 4F  | 川口駅前行政センター、川口駅前市民ホール「フレンディア」                         |
| 3F  | ニコルヴィサージュ川口店（美容院）、文教堂書店                                   |
| 2F  | イタリアン・トマトカフェジュニア・ベーカリー、無印良品、ヘルスケアセイジョー薬局 |
| 1F  | マルエツ 川口キュポラ店                                                          |
| B1F | キュポラパーキング（駐車場）                                                     |
| B2F | キュポラパーキング（駐車場）                                                     |

## 交通アクセス
鉄道
JR川口駅東口から徒歩1分
バス
国際興業バス：川口駅東口・川口駅西口
みんななかまバス：川口駅西口